# 榊原忠次
榊原 忠次（さかきばら ただつぐ）または大須賀 忠次（おおすか ただつぐ）は、江戸時代前期の譜代大名、大政参与。はじめ大須賀家を継ぎ、後に榊原家を継いだ。遠江横須賀藩主、上野館林藩主、陸奥白河藩主、播磨姫路藩主。榊原家3代当主。

## 生涯
大須賀忠政の長男で、徳川四天王に挙げられた榊原康政の孫である。母が徳川家康の姪であるため、忠次1代に限り終身松平姓を許された。

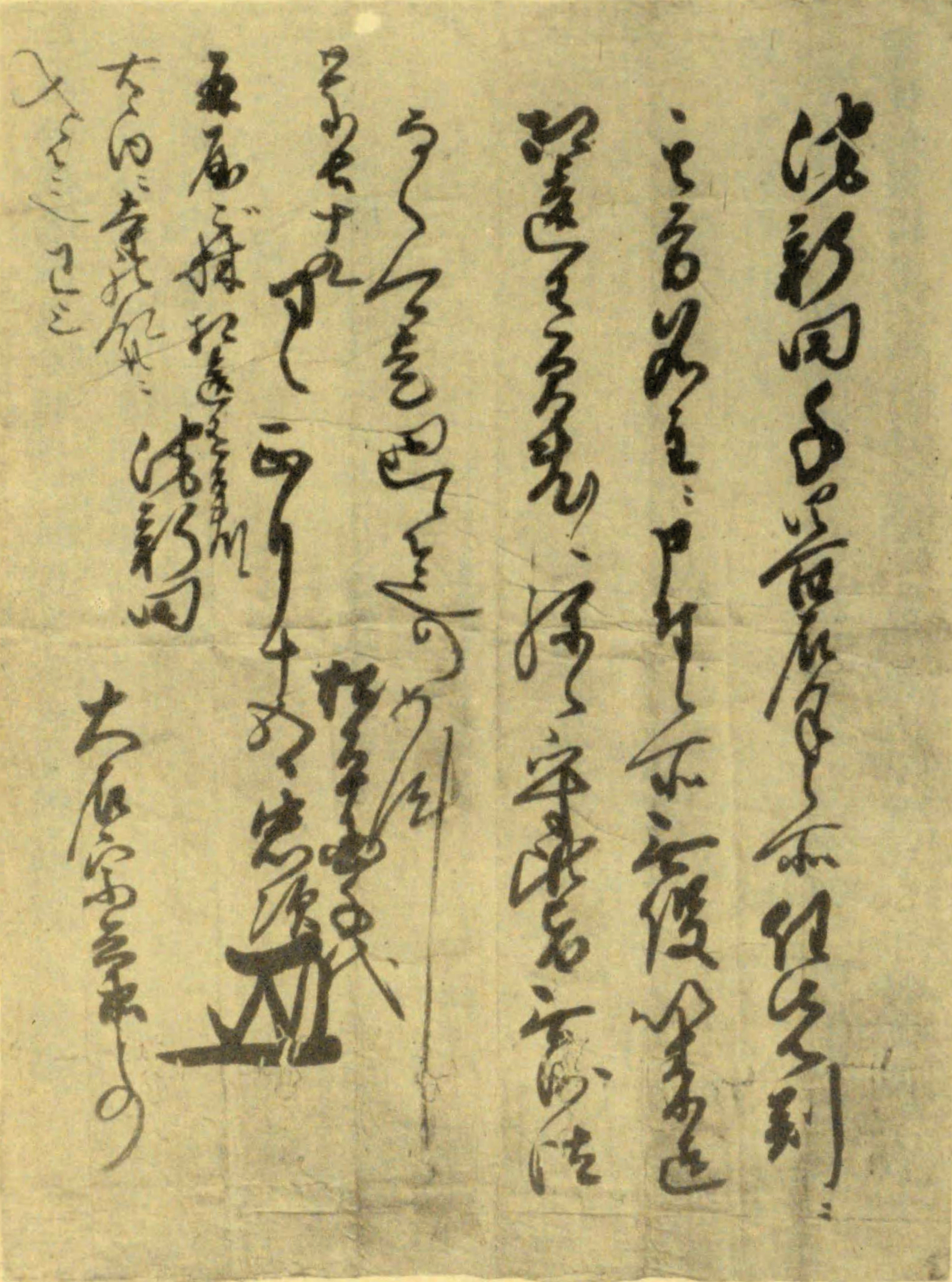
大石宗兵衛を遠江国城飼郡池新田の名主に任じる判物（『松平忠次判物』慶長19年1月15日、個人蔵）。「松平國千代」と署名され、花押が付されている

父の死により3歳で祖母の生家である大須賀家を相続し、遠江横須賀藩で6万石を領した。家康の配慮により、安藤直次が後見人とされている。その後、叔父に当たる榊原家当主榊原康勝に子がなく断絶しかかっていたところ、徳川四天王の血統が絶えるのを懸念した家康の命により、忠次が10歳で榊原氏館林藩10万石を相続した。一説には、忠次自身の希望で榊原家相続となったともされる。これにより、大名大須賀氏は絶家となった。
大須賀氏の領地は榊原家に吸収されたりはせず、幕府に返上となった。家臣団も解雇、家は絶家となったが、一部の家臣は3割加増の上で榊原氏の家臣に編入されている。また、忠次の擁立に功があった榊原家の3人の家老は江戸幕府より「御付人」（御附家老に相当する）に任じられてそれぞれ1千石を与えられ、榊原家からの知行とは別に子孫に継承することが許された。幕末に幕府が旗本・御家人の知行から軍役金を徴収しようとした際、彼らの身分を巡って幕府の勘定所と榊原家（当時は越後国高田藩）間で論争になっている。
正保4年12月12日（1648年1月6日）、奥平昌能と共に幼年の徳川家綱の傅役を仰せ付けられた。その後、白河藩14万石に転封、更に姫路藩15万石に国替となり、寛文3年（1663年）には保科正之の推挙により、井伊直孝の死後に席が空く形となっていた幕府の御太老職（大政参与）に迎えられた。
万治2年（1659年）、現在の加古川市東神吉町から米田町にかけての加古川右岸に「升田堤」という堤防を構築し、それまで2つに分かれていた升田-船頭間の川の流れを1つにする流路改変工事を実施している。
姫路では新田開発を指揮するかたわら、和歌、百人一首を嗜んだ。寛文6年（1666年）に刊行された『武家百人一首』は忠次の撰であるとする説があるが、本自体にはその旨の記述は無い。

## 経歴
- 1605年（慶長10年）：生まれる。

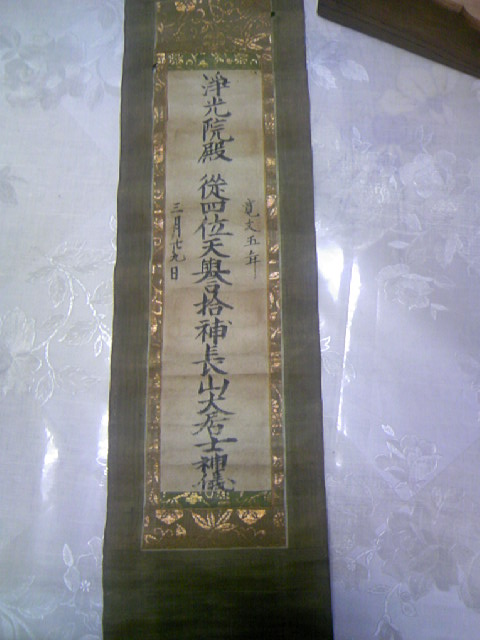
榊原忠次の法号を記した法名軸

- 1607年（慶長12年）：遠江横須賀藩大須賀家相続。
- 1615年（元和元年）：上野館林榊原家10万石相続。
- 1643年（寛永20年）：陸奥白河に国替（7月）。
- 1648年（慶安元年）：下野国喜連川藩の喜連川昭氏が7歳で家督相続したため、将軍徳川家光の命により、忠次[4]が後見となった。
- 1649年（慶安2年） ：播磨姫路に国替（6月9日）。
- 1663年（寛文3年） ：宿老。
- 1665年（寛文5年） ：死去、享年61。

## 官位位階
- 1616年（元和2年） ：従五位下式部大輔。
- 1626年（寛永3年） ：従四位下。
- 1663年（寛文3年） ：侍従。

## 榊原忠次の墓所
増位山随願寺にある榊原忠次の墓所。1665年に子の政房によって建てられ、面積はおよそ1100m2あり、彼の事跡を刻んだ碑文は幕府の儒学者である林家の林鵞峰によって作成されている。

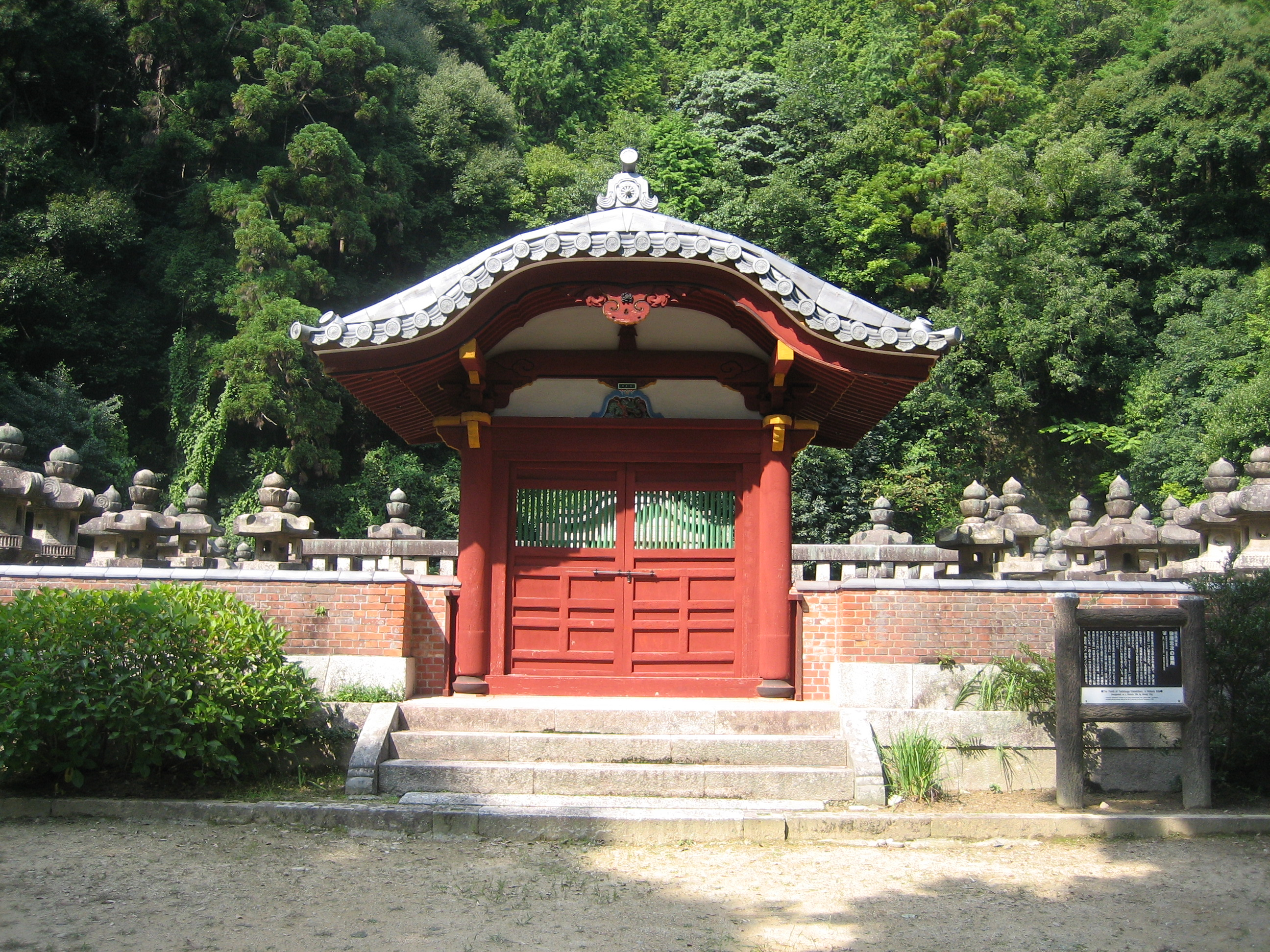
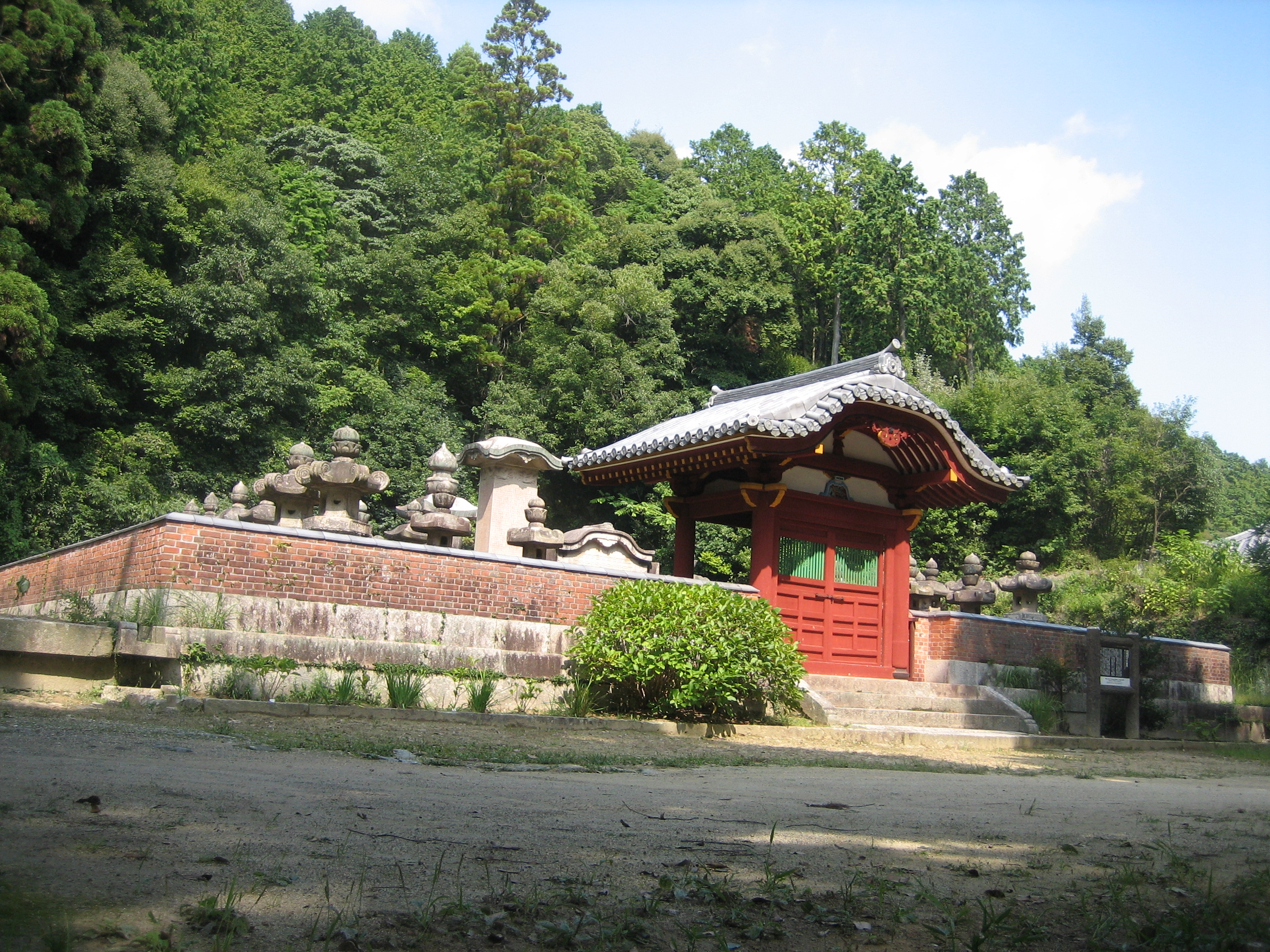
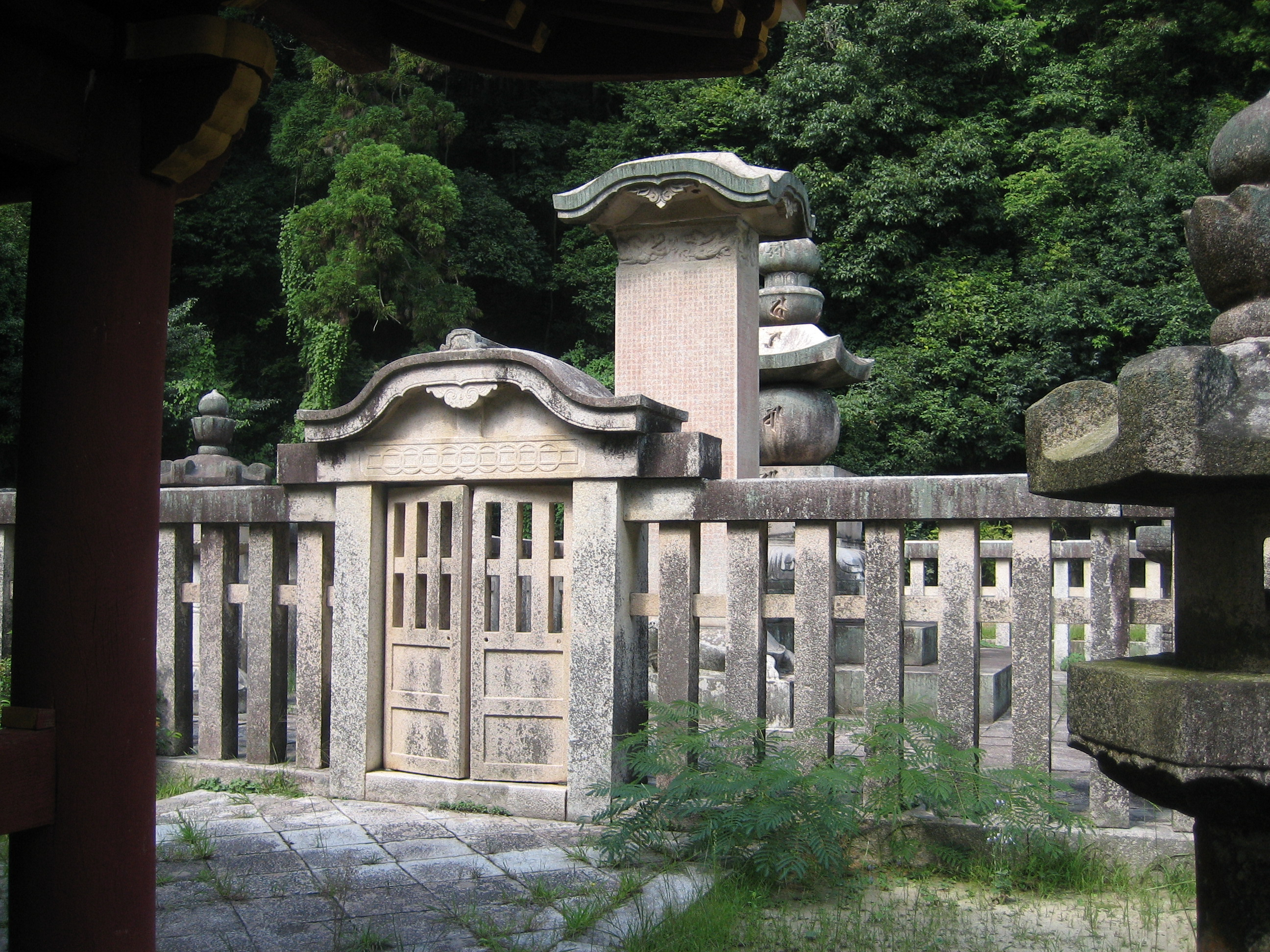
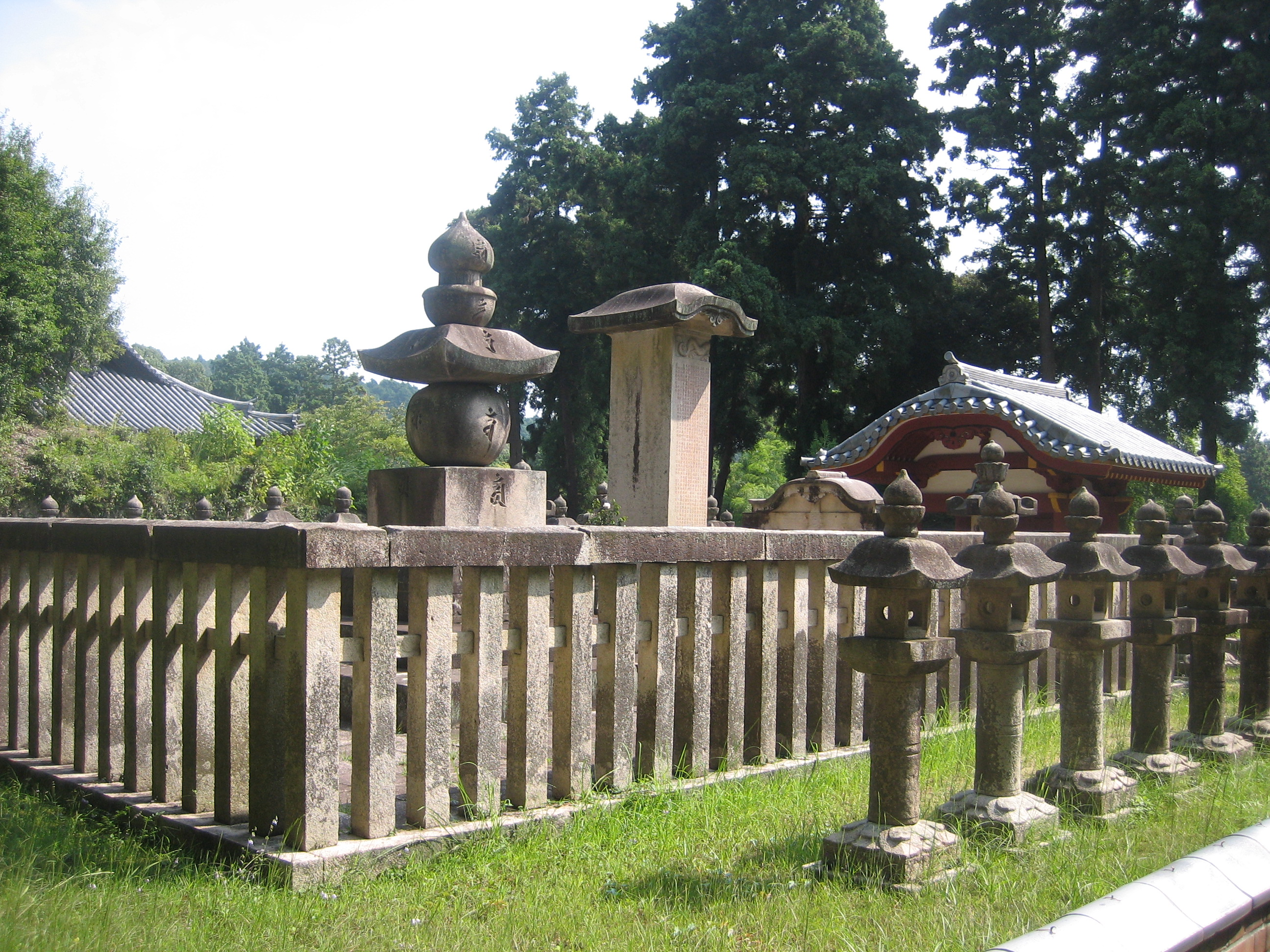
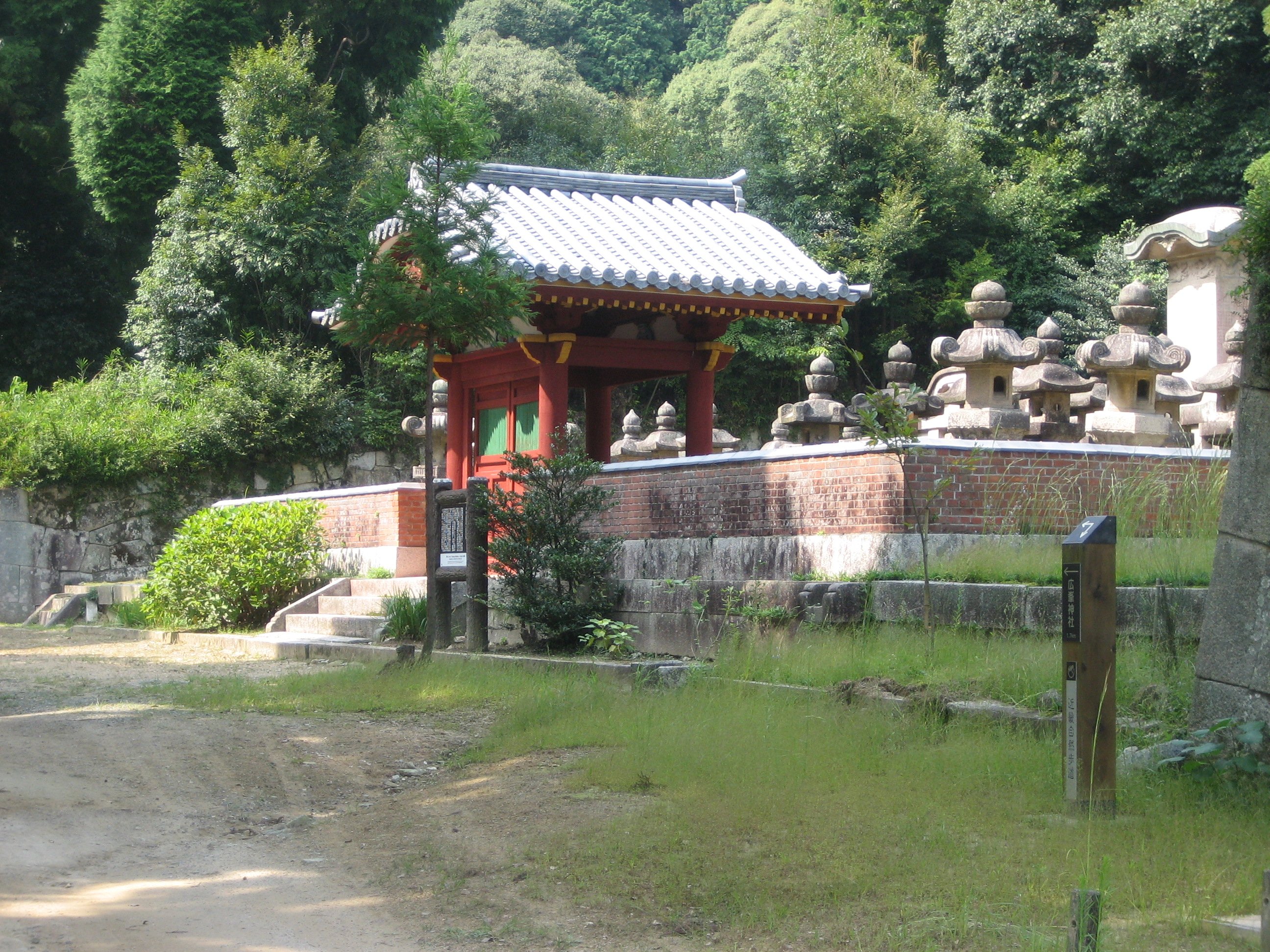
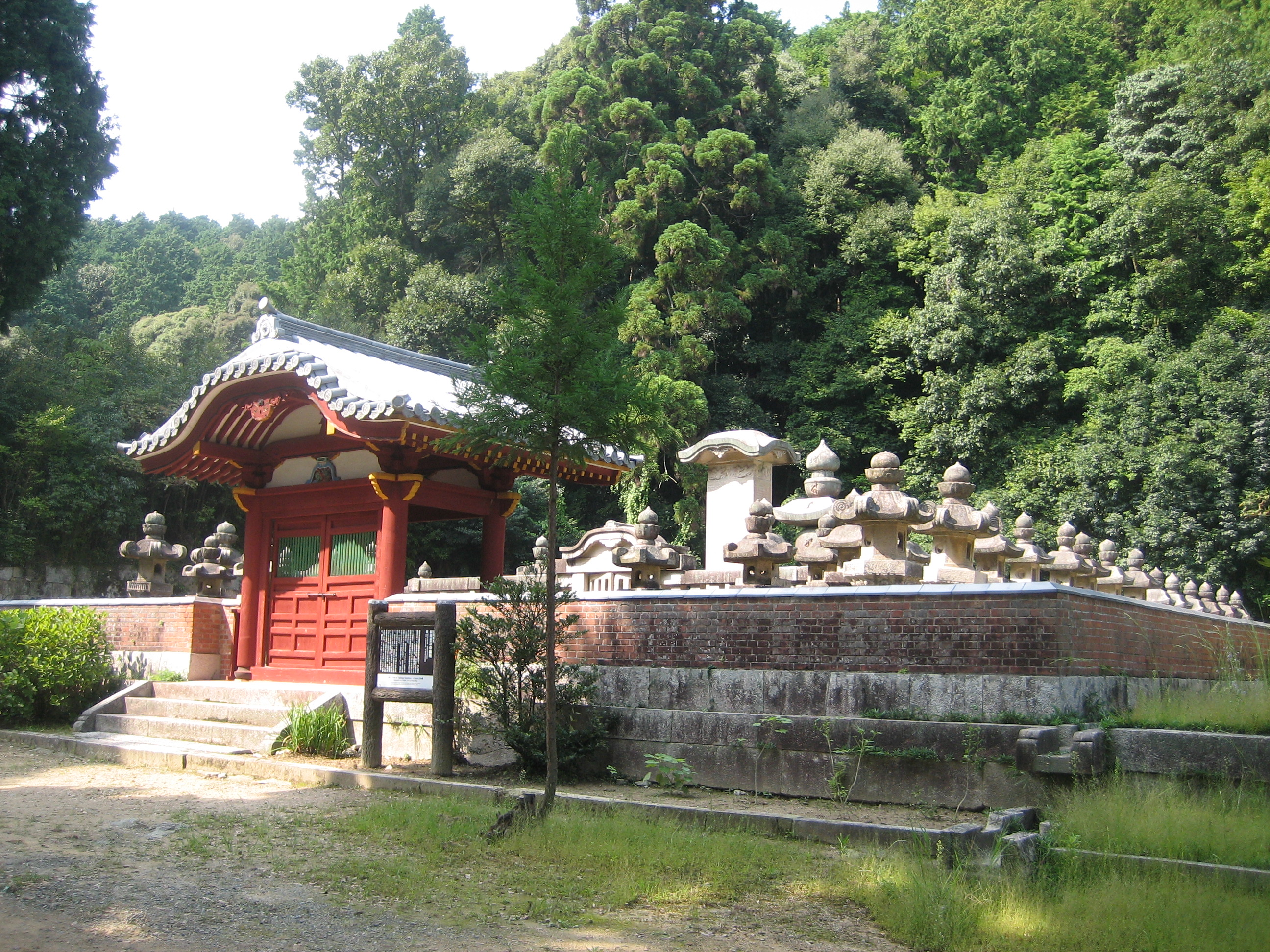
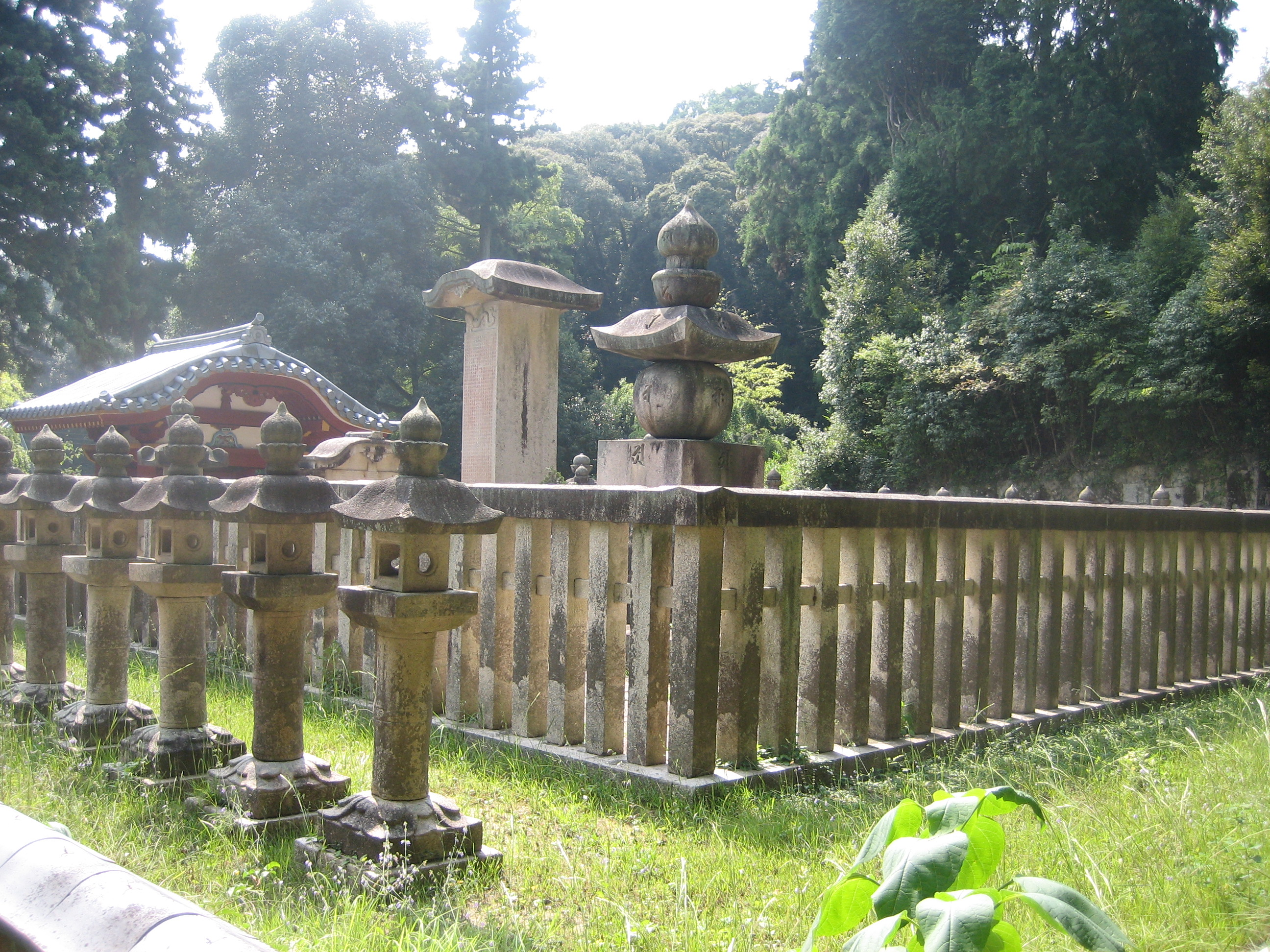
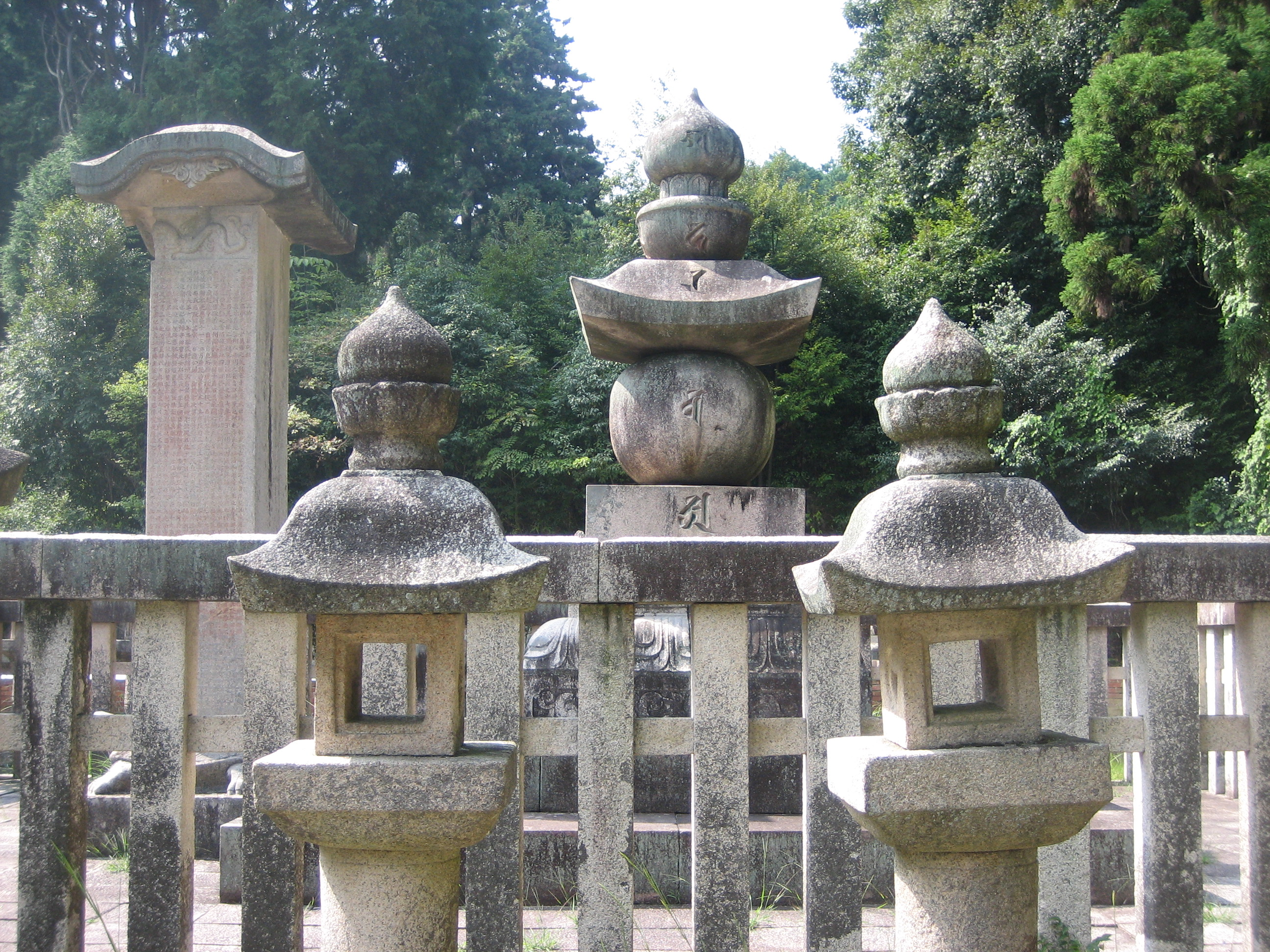

## 系譜
父母
- 大須賀忠政（父）
- 祥室院（母） - 松平康元の娘

正室、継室
- 徳姫（正室） - 黒田長政の次女
- 久昌院（継室） - 寺沢広高の娘

子女
- 榊原小平太（長男）
- 榊原政房（次男） 生母は久昌院